# Bugatti Centodieci
Bugatti Centodieci — спортивний автомобіль автовиробника Bugatti. Це шана легендарному Bugatti EB110 та 110-й річниці бренду Bugatti. Модель Centodieci важить на 20 кг менше, ніж Bugatti Chiron.
Bugatti запланувала випуск лише 10 автомобілів, кожен з яких збиратимуть на головному заводі компанії. Всі ці автомобілі вже продані за попереднім замовленням чинним власникам, ще до відкриття вільного продажу. Ціна склала 8 млн євро (~$8.9 млн) кожна.

## Дизайн

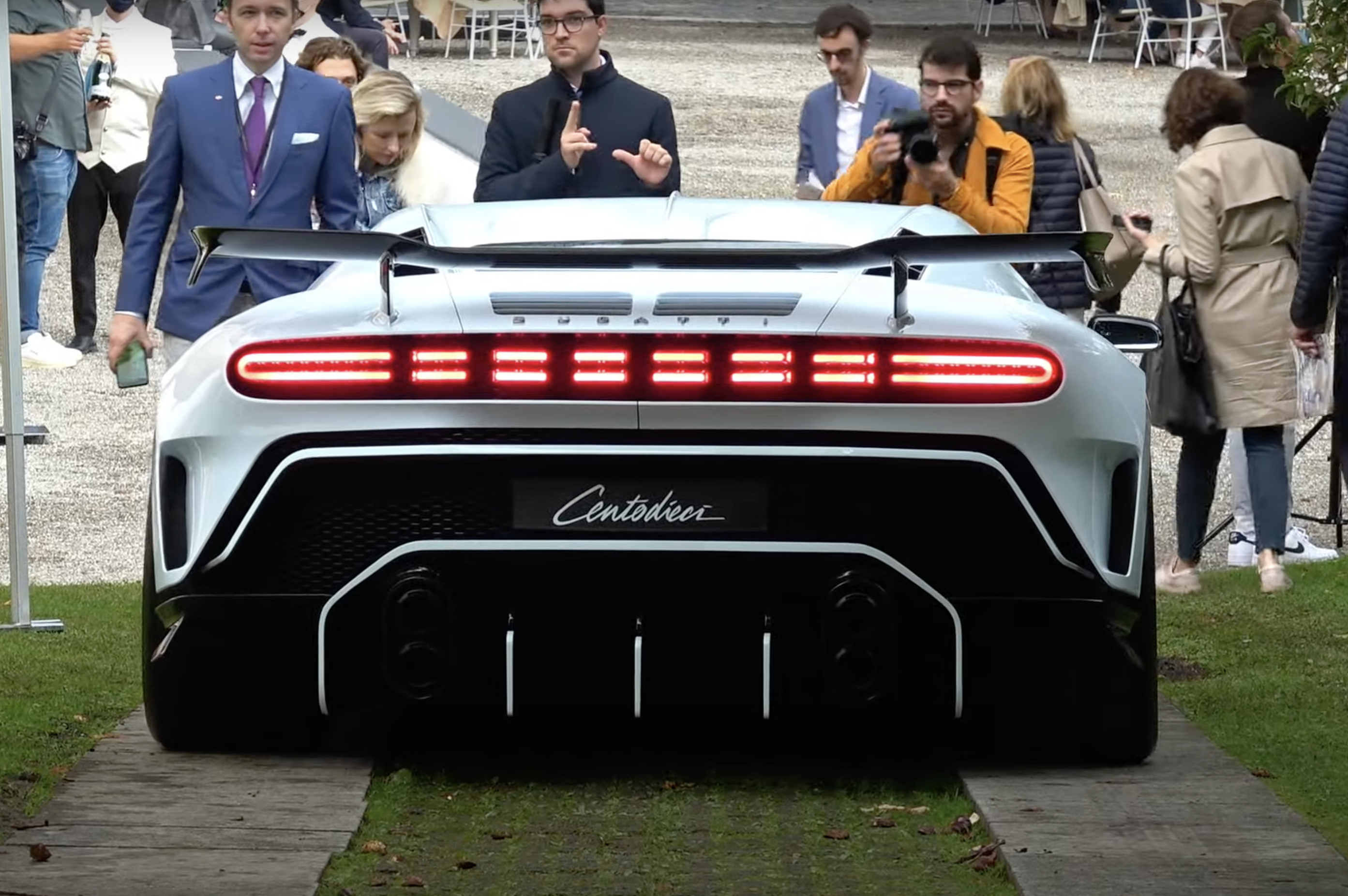

Завдяки використанню 3D-технологій та віртуальної реальності, команда дизайну змогла скінчити дизайн Centodieci за 6 місяців.

## Швидкість
Centodieci розганяється від 0-100 км/год (62 миля/год) за 2.4 с, від 0-200 км/год (124 миля/год) за 6.1 с і від 0-300 км/год (186 миля/год) за 13.1 с. Максимальна швидкість обмежена електронно 380 км/год (240 миля/год). Авто важить 1 976 кг (4 356 фунт).

## Двигун
- 8.0 л quad-turbo W16 1600 к.с. 1600 Нм